# Kaliningrad
Kaliningrad (în rusă Калининград, în germană Königsberg, în poloneză Królewiec, în lituaniană Karaliaučius), oraș centru administrativ al regiunii cu același nume, este o exclavă rusă de la Marea Baltică. Are 440 mii locuitori și a fost fondat în 1255 de germani.
Königsberg a fost capitala Ordinului Teutonic, apoi a Principatului Prusiei (din 1701, regat).  În 1772 devine centru administrativ al provinciei Prusia Orientală din cadrul Regatului Prusiei. În pofida faptului că, din 1648, capitala Prusiei a fost, de facto, la Berlin, Königsbergul a rămas locul de încoronare al regilor Prusiei până în 1918.  A fost cel mai important centru economic și cultural al estului german până în 1945.
La faimoasa universitate Albertina din acest oraș (fondată în 1544, închisă în 1945 de către sovietici și redeschisă în 1948 cu predare în limba rusă, azi numită Universitatea Immanuel Kant) au activat filozofii Johann Gottfried von Herder și Immanuel Kant, astronomul Friedrich Wilhelm Bessel, fizicianul Hermann von Helmholtz, scriitorul Ernst Theodor Amadeus Hoffmann ș.a.
Printre monumentele de arhitectură celebre ale orașului se numărau blocul central al Universității Albertina, Domul, castelul regal (aruncat în aer de sovietici în 1967), orașul vechi Knaiphof, cu clădiri din secolele XV - XVIII (a suferit mult în momentul asedierii orașului din primăvara anului 1945 și a fost demolat în totalitate între 1946 - 1950).
La 2 august 1945 orașul și partea de nord a Prusiei Orientale au fost atribuite URSS. Inițial, s-a preconizat transferul acestui teritoriu Lituaniei, la acel moment o republică unională în URSS, dar în 1946 s-a decis crearea unei regiuni în componența Federației Ruse. Populația germană din oraș a fost expatriată în Germania, între 1945 și 1947, orașul fiind populat cu etnici ruși. Tot în 1946 orașul a fost denumit "Kaliningrad", în amintirea lui Mihail Kalinin, un apropiat al lui Stalin.
În perioada sovietică orașul a fost o importantă bază militară. Dintre vechile monumente de arhitectură se mai păstrează cîteva porți ale orașului, inclusiv Porțile Brandenburgice (secolul al XVIII-lea), palatul Holstein (secolul al XVII-lea, puternic avariat), câteva biserici din secolele XVI - XIX, fostul cartier rezidențial Amalienau (cu vile din secolul al XIX-lea - prima jumătate a secolului 20), Teatrul (secolul al XIX-lea) ș.a.m.d.  Recent a fost reconstruit Domul, unde se află și mormântul lui Kant. Există ideea reconstrucției celebrului Ordenschloss - castelul regal din Königsberg, rămășițele căruia sunt, în prezent, restabilite și conservate de o echipă de arheologi ruși și germani.

## Istoric

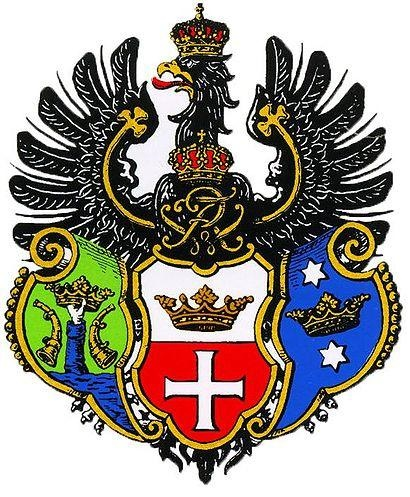
Blazonul orașului Königsberg

Königsberg, tradus în română ar fi "Dealul Regelui", (cunoscut în poloneză sub denumirea Królewiec, în lituaniană Karaliaučius), a fost centrul cultural, economic și administrativ al provinciei germane Prusia Orientală. Distrus, în mare parte, în timpul celui de-Al Doilea Război Mondial. La 2 august 1945 a fost anexat de URSS împreună cu împrejurimile sale, iar în anul 1946 a primit denumirea de Kaliningrad, în amintirea lui Mihail Kalinin, un om de încredere al lui Stalin.

### Așezare geografică
Situat la gura de vărsare a râului Pregel în Marea Baltică, pe peninsula Frișe Nehrung, un canal de 50 km, prin Pilau, ce leagă orașul de mare. Pe cale rutieră sau cale ferată orașul este situat la 650 km de Berlin. Peninsula Samland din regiune este cunoscută prin localitățile balneare Cranz, Neukuhren, Palmnicken, Rauschen.

### Primele așezări
Au fost descoperite urme istorice ale unor așezări omenești provenind din epoca de piatră. Astfel de urme arheologice s-au găsit în satele prusace: Juditten (în limba prusacă = negru), Kosse (prusacă: pomi mici), Tragheim (prusacă: poiană), Sackheim (prusacă: rășină de pin), Laak (prusacă: tufișul iepurelui) ș.a.m.d. Insula Dom a fost consolidată din cauza inundațiilor dese, în anul 1327 putând fi locuită.

### Colonizarea germană
Ținutul de la Marea Baltică, în jurul anului 1000 e.n., era locuit de popoarele baltice "pruți". În anul 1225 a fost întemeiat primul ordin (al teutonilor) de călugări germani, prin ordinul regelui Boemiei Ottokar II, ce a cucerit cetatea existentă de lemn, înlocuind-o cu o cetate construită din piatră ,"Königsberg", ce folosea călugărilor ca fortăreață împotriva necredincioșilor "pruți". În regiunea cetății apar trei orașe germane Altsstadt, Löbenicht, Kneiphof, fiecare cu o administrație proprie. După distrugerea cetății de către pruți, în 1263, comunitatea germană din jurul cetății a fost refăcută. În anul 1286 comunitatea aparținea de Hansa, cu drepturi depline de oraș al Hansei - 1340. În 1330 - 1380 este construit un Dom (catedrală). După înfrângerea de la Marienburg a cavalerilor teutoni (1457), devine cetatea Königsberg, centrul Ordinului cavalerilor călugări germani.

### Prusia

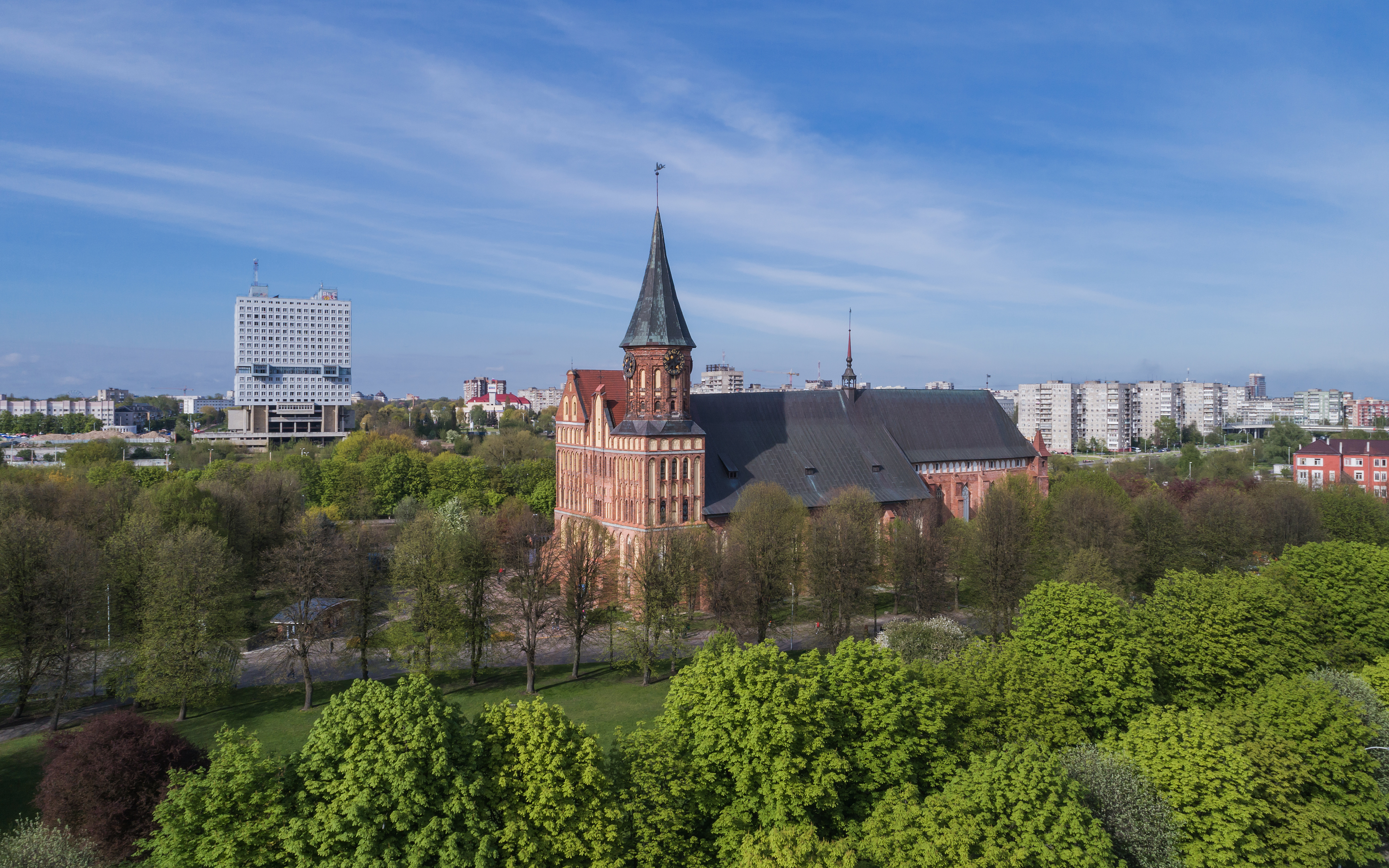
Vechea Catedrală din Kaliningrad (Königsberg)

- În 1525 marele magister al ordinului călugărilor (teutoni) Abrecht von Brandenburg-Ansbach schimbă statutul de "Țară  a ordinului călugărilor" în "Principatul Prusiei", fapt ce duce la  reorganizarea provinciei. După anul 1466 aparține de statul prusac Pommerellen și Ermland, denumit  ducatul Prusiei.
- În 1569 (Uniunea din Lublin), o parte din regiune este unită cu Polonia.
- În 1544 este întemeiată Universitatea evanghelică din Königsberg, Albertina, de către ducele Albrecht, cu rectoratul în Elbing. Aici a ținut cursuri, ca rector al universității, Villem van de Voldersgraft, fiind și sfetnicul ducelui. Istoricul prusac Christoph Hartknoch descrie viața rectorului universității în "Vita Guilielmi" (Acta Borusica III).
- Prințul Johann Sigismund von Brandenburg urmează pe tronul ducatului Prusiei în 1618 și, la fel ca predecesorii săi, a trebuit să recunoască suveranitatea Poloniei. Prin manevre politice iscusite, prințul Friedrich Wilhelm von Brandenburg reușește să obțină suveranitatea deplină asupra ducatului Prusiei căruia îi aparțin orașele Labiau (1656), Wehlau (1657). Friden von Oliva, în 1660, a înăbușit o revoltă cauzată de impozitele mari care erau necesare întreținerii armatei, sumă pretinsă de Polonia (al cărui vasal rămâne mai departe).
- Abia în 1701 devine din "Ducatul Prusiei", "Regatul Prusiei" și prințul Friedrich III poate să se încoroneze, la 18 ianuarie, în Königsberg ca regele Friedrich I din Prusia. Abia în anul 1772 va fi numit "Frederic cel Mare" rege al Prusiei (fiind regele Prusiei de Est și Prusiei de Vest). Trei orașe, Löbenicht, Altstadt și Kneiphof se alipesc, în 1701, orașului Königsberg, care este capitala statului Prusia de Est.
- Pierderi mari din numărul populației "Prusiei Răsăritene", în anii 1708-1710, sunt cauzate de izbucnirea pestei, care a bântuit în regiune. Această pierdere de locuitori a fost  înlăturată de "Regele soldat" Friedrich Wilhelm I prin colonizări forțate în regiune, cum a fost, de exemplu, în 1732, cazul coloniștilor aduși din Salzburg (exulanti), protestanți refugiați din cauza episcopului catolic Firmian.
- Frederic cel Mare (1740 - 1763) are în Prusia de Est câteva ciocniri de trupe cu armata țarului Rusiei și, drept urmare, provincia este ocupată, în1758, de trupele rusești.
- Marele filozof Immanuel Kant, născut în 1724, este una dintre personalitățile provenite din orașul Königsberg; prin universitate, orașul Königsberg  devine un centru al filozofiei din acea perioadă de timp.
- În anul 1800 orașul avea 60.000 de locuitori, fiind unul dintre cele mai mari orașe germane. Aici s-a născut, în 1730, filozoful și scriitorul Johann Georg Hamann, iar în 1776 scriitorul și compozitorul E.T.A. Hoffmann.
- Friedrich II-lea 1772 a luat parte la prima împărțire a Poloniei, iar teritoriul primit la sud de fluviul Vistula va fi numit "Prusia de Vest", sub domnia regilor din dinastia Hohenzollern, capitala fiind Königsberg.
- Prusia devine din nou teatru de război în timpul lui Napoleon Bonaparte, trupele prusace fiind învinse (1807). După înfrângerea suferită de Napoleon în campania militară împotriva Rusiei, începe și în Prusia de Est reorganizarea unei lupte de eliberare, în 30 decembrie 1812 având loc Convenția militară de la Tauroggen între generalul prusac Yorck și comandantul armatei ruse Hans Karl von Diebitsch.
- Între anii 1829 și 1878 ambele provincii, "Prusia de Est" și "Prusia de Vest", au fost unite împreună ca Prusia, Königsberg fiind mai departe capitala provinciei.
- Din data de 1867 Prusia devine parte a "Uniunii Germane de Nord", iar din anul 1871 a aparținut (Imperiului) Germaniei (Al II-lea Reich).

Se mai poate aminti și anul 1860, când a fost construită "calea ferată prusacă de est", făcând legătura dintre Königsberg și Berlin, ce a contribuit simțitor la dezvoltarea economică a regiunii.

### După Primul Război Mondial
Dezvoltarea economică a orașului este frânată prin distrugerile materiale și pierderile de vieți omenești din timpul războiului. Prin Pacea de la Versailles, Prusia de Est este separată de restul Germaniei, ceea ce a dus la o situație economică dezastruoasă a ținutului.
- Deoarece, la sfârșitul Primului Război Mondial, împăratul este obligat să abdice, în anul 1919 Friedrich Ebert devine președintele Germaniei .
- În grădina zoologică din Königsberg se organizează primul târg internațional la Marea Baltică, ceea ce duce la o ameliorare a greutăților financiare ale provinciei. Acest târg s-a ținut regulat până în anul 1941.
- În anul 1919 este proiectat primul aeroport civil din Germania de către Hans Hopp în Königsberg-Devau. Îmbunătățiri economice sunt exprimate prin inaugurarea gării de cale ferată în partea sudică a orașului și acțiunea de înlăturare a zidurilor de apărare, clădite în timpul războiului ca o centură în jurul orașului, în locul lor se amenajează parcuri (602 ha).

### Al Doilea Război Mondial
După atacarea Uniunii Sovietice de către trupele Wehrmachtului, în 22 iunie 1941, orașul Königsberg va suferi bombardamente sovietice. Aceste atacuri aeriene încetează la pătrunderea trupelor germane mai adânc pe teritoriul sovietic, orașul fiind cruțat de distrugerile războiului până în noaptea de 26 spre 27 mai 1944, și 30 august 1944, când o mare parte a orașului, printre care centrul, catedrala, cetatea sunt distruse de bombardamentele britanice, orașul arzând mai multe zile. După aceste bombardamente s-au înregistrat 4.200 de morți, iar un număr de 200.000 de locuitori ai orașului au rămas fără adăpost.
- Timp de trei luni s-au apărat locuitorii orașului încercuiți de armata sovietică, fiind complet izolați, fără ajutor din Germania. Numai cu câteva săptămâni înaintea sfârșitului războiului armata sovietică a reușit să pătrundă în oraș, soldații dând dovadă de-o cruzime deosebită (a intrat în istorie masacrul unei comunități masacrul din Metgethen din luna februarie 1945). Deoarece atacanții sovietici ajunseseră în Piața Universității, unde se afla buncărul lui Otto Lasch, conducătorul militar al orașului, la data de 9 aprilie 1945, după o luptă crâncenă, cu pierderi însemnate de ambele părți, acesta se predă.

### Uniunea Sovietică
Prin Conferința de la Potsdam, Puterile Învingătoare au hotărât ca nordul "Prusiei de Est" să treacă sub administrație sovietică. 
La data de 17 octombrie 1945 Uniunea Sovietică a integrat partea anexată sub numele de "Kaliningradskaia Oblast" (Regiunea Kaliningrad), cu capitala regiunii Kaliningrad (Königsberg). În anul 1946 este schimbat numele orașului în Kaliningrad. Din luna octombrie 1947 s-a început transportul în Germania a populației germane din oraș și din împrejurimi, iar în anul 1948 locuitorii germani au fost definitiv alungați din oraș (până în acel moment se aflau în oraș încă 150.000 de civili germani, majoritatea femei, copii și bătrâni). Acești locuitori au fost arestați și, ca deținuți politici, au fost maltratați și obligați să reconstruiască patria sovietică (din cauza condamnărilor la moarte, foametei și bolilor de subnutriție, abia circa 20.000 dintre ei au reușit să supraviețuiască).

## Personalități
- Leonhard Euler, (1707 - 1783), matematician elvețian; a rezolvat problema celor 7 poduri din Königsberg, fondatorul topologiei, care a dus la formularea teoriei grafurilor;
- Johann Georg Hamann⁠(d), (1730 - 1788), scriitor, filozof german; adversar al criticismului kantian, exponent al filozofiei sentimentului și credinței, promotor al curentului Sturm und Drang și precursor al romantismului;
- Johann Gottfried von Herder, (1744 - 1803), filosof iluminist, critic literar și scriitor german; profesor la Universitatea din Königsberg⁠(d);
- Immanuel Kant (1724 - 1804), filosof german născut la Königsberg, profesor universitar la Königsberg, întemeietor al filosofiei clasice germane;
- Friedrich Wilhelm Bessel, (1784 – 1846), astronom, geodezian și matematician german;
- Ernst Theodor Amadeus Hoffmann, (1776 - 1882), scriitor, compozitor și pictor romantic german, născut la Königsberg;
- Hermann von Helmholtz, (1821 - 1894), fizician și fiziolog german;
- Gustav Robert Kirchhoff (1824 - 1887), fizician german;
- Alfred Clebsch (1833 - 1872), matematician german;
- Otto Braun, (1872 - 1955), prim-ministru al Republicii de la Weimar, s-a născut la Königsberg;
- Carl Friedrich Goerdeler, (1884 - 1945), a participat la atentatul eșuat contra lui Hitler, de la 20 iulie 1944;
- Otto Wallach, (1847 - 1931), premiul Nobel pentru chimie, pentru lucrările sale privitoare la compușii aliciclici;
- Manfred Reichert (1940 - 2010), fotbalist german;
- Liudmila Putina⁠(d) (n. 1958), soția lui Vladimir Putin;
- Tania Mihailova-Saar (n. 1983), cântăreață, actriță ruso-estonă.

## Orașe înfrățite
- , Gdańsk, Polonia
- , Kiel, Germania
- , Groningen, Țările de Jos (Olanda)